# Чепинска река
Вижте пояснителната страница за други значения на Бистрица.
Чепинска река (до 29 юни 1942 г. Елидере) е река в Южна България – Област Пазарджик, общини Велинград, Ракитово и Септември, десен приток на река Марица. Дължината ѝ е 81,7 km, която ѝ отрежда 40-о място сред реките на България. Отводнява крайните северозападни части на Западните Родопи.

## Географска характеристика

### Извор, течение, устие
Чепинска река извира под името Рибна река на 1990 m н.в., на 800 m югозападно от връх Малка Сюткя (2078,7 m) в Баташка планина на Западните Родопи. Източно от връх Планиница (1508 m) приема името Бистрица и протича на североизток. В горното си течение има западна-северозападна посока, а след достигането на горския пункт Каратепе завива на север и протича в дълбока и залесена долина под името Чепинска или Банска Бистрица. В южния край на град Велинград навлиза в Чепинската котловина, където долината ѝ е широка и тук приема най-големия си приток река Мътница. Заобикаля от север връх Лъкатина чука (1058,9 m) и продължава на югоизток. При село Драгиново напуска котловината и се всича в живописния Чепински пролом между родопските ридове Алабак на северозапад и Къркария на югоизток, като в началото тече на север, след това на югоизток и накрая на североизток. При село Варвара навлиза в Горнотракийската низина, завива на североизток, разделя се на ръкави. Влива се отдясно в река Марица на 221 m н.в., на 1,4 km северно от село Ковачево, Община Септември.

### Водосборен басейн, притоци
Площта на водосборния басейн на реката е 900 km2, което представлява 1,7% от водосборния басейн на Марица, а границите на басейна ѝ са следните:
- на изток – с водосборните басейни на малки и къси реки (Црънча, Дебръщица и др.), вливащи се директно в Марица и водосборния басейн на Стара (Пещерска) река;
- на югоизток – с водосборния басейн на река Въча, десен приток на Марица;
- на югозапад и запад – с водосборния басейн на река Места;
- на северозапад – с водосборния басейн на река Яденица, десен приток на Марица.

Основни притоци: → ляв приток, ← десен приток
- → Сухото дере
- → Боров дол
- ← Телли дере
- ← Банкино дере
- → Софандере (Поляница)
- → Грънчарица
- ← Еврейско дере
- ← Трептущица
- → Голямото дере
- → Абланица
- ← Лепеница
- → Луковица
- → Еленка
- ← Мътница (най-голям приток)
- → Ситния дол
- → Дълбочица
- → Циганско дере
- → Орленско дере
- → Черешово дере
- → Барово дере
- ← Лещарица
- → Бесничко дере

### Хидроложки показатели
Реката е с дъждовно-снежно подхранване, като максимумът е в периода април – май, а минимумът – септември. Среден годишен отток при жп спирка Марко Николов – 7,93 m3/s.

## Селища
По течението на реката са разположени 4 населени места, в т.ч. 1 град и 3 села:
- Община Велинград – Велинград, Драгиново;
- Община Септември – Ветрен дол, Варвара

## Стопанско значение
В горното течение част от водите на реката се прехвърлят с подземен тунел в язовир „Батак“ и се включват в Баташкия водносилов път.
В Чепинската котловина и в Горнотракийската низина водите ѝ се използват за напояване и промишлено водоснабдяване.
По долината на реката преминават два пътя от Държавната пътна мрежа:
- Участък от 12 km от второкласен път № 84 Звъничево – Велинград – Разлог в участъка от село Ветрен дол до жп гара Долене;
- Участък от 28,4 km от третокласен път № 843 Велинград – Сърница – Доспат в участъка от Велинград до горския пункт Каратепе;

По долината на реката преминава и част от трасето на теснопътната железопътна линия Септември – Добринище, в участъците от село Варвара до жп гара Долене и от Велинград до устието на река Абланица.
В южния (горен) край на Велинград, в непосредствена близост до реката се намира най-големият карстов извор в България Клептуза.

## Топографска карта
- Лист от карта K-34-72. Мащаб: 1 : 100 000.
- Лист от карта K-34-84. Мащаб: 1 : 100 000.
- Лист от карта K-35-61. Мащаб: 1 : 100 000.
- Лист от карта K-35-73. Мащаб: 1 : 100 000.